# Wings for Life World Run
Wings for Life World Run je závod v běhu, který se od roku 2014 koná o prvním květnovém víkendu. Jeho smyslem je získání prostředků na výzkum poranění míchy. Běh pořádá nadace Wings for Life, jejímiž zakladateli jsou rakouský podnikatel, zakladatel firmy Red Bull Dietrich Mateschitz a někdejší rakouský závodník v motokrosu Heinz Kinigadner, jehož syn po nehodě ochrnul.
Běží se najednou ve 35 městech na světě. Běžci před sebou nemají konkrétní vzdálenost. Závod končí pro každého individuálně podle toho, jak dlouho dokáže unikat před autem známým jako Catcher Car, které vyjíždí půl hodiny po startovním výstřelu a postupně zvyšuje rychlost.

## Rekordy

### Muži
- 79,9 km v čase 5:24 – Lemawork Ketama, Etiopie (2015)

### Ženy
- 56,33 km – Yuuko Watanabe, Japonsko (2015)